# Stanisław Koziar
Stanisław Koziar (ur. 19 września 1897 we Lwowie) – kapitan piechoty Wojska Polskiego, kawaler Orderu Virtuti Militari.

## Życiorys
Urodził się 19 września 1897 we Lwowie, w rodzinie Stanisława i Henryki z domu Buczko. 15 lipca 1915, po ukończeniu dwóch kursów c. k. Seminarium Nauczycielskiego Męskiego we Lwowie, został wcielony do cesarskiej i królewskiej Armii. W jej szeregach pozostawał do 30 października 1918. W międzyczasie (1918) ukończył trzeci i czwarty kurs lwowskiego seminarium. W listopadzie 1918 wziął udział w obronie Lwowa, a później walczył na wojnie z Ukraińcami w Małopolsce Wschodniej, jako członek załogi Pociągu Pancernego Nr 3. W październiku 1919 został przeniesiony do Pociągu Pancernego Nr 22 „Groźny”. 14 stycznia 1920 jako podoficer rezerwy byłej armii austro-węgierskiej służący w załodze Pociągu Pancernego Nr 22 „Groźny” został mianowany podporucznikiem w piechocie z powołaniem do czynnej służby na czas mobilizacji.
Podpułkownik Wacław Fara, dowódca 14 pułku piechoty i odcinka „Olewsk” we „wniosku na odznaczenie orderem «Virtuti Militari»” napisał: „dnia 12 i 13 marca bolszewicki pociąg pancerny «Komunard» nr 56 podjeżdżając do Olewska, ostrzeliwał go. Postanowiono wysadzić ten pociąg. W tym celu 13 marca wieczorem wyszedł patrol z poc. panc. nr 22 «Groźny» pod dowództwem por. Werakso, składający się z ppor. Kuśmierka Tomasza, podpor. Koziara Stanisława, ppor. Schwarca Stanisława i czterech szeregowych. Zadanie było trudne do wykonania, gdyż miejscowość była silnie patrolowana przez nieprzyjaciela, a ludność cywilna tej okolicy przychylna dla niego. Aby się nie zdradzić trzeba było z niezwykłą trudnością przekradać się moczarami i trzęsawiskami. Podporucznik Koziar Stanisław z niezwykłą odwagą i poświęceniem wykonywał wszelkie rozkazy por. Werakso i dużo wkładał swojej inicjatywy. Przy zakładaniu min na torze kolejowym nie zważając na niebezpieczeństwo sam jeden prowadził wywiady i badał sytuację, czym znacznie przyczynił się do skutecznej i niebezpiecznej pracy w zakładaniu min. W noc 13 na 14 marca, gdy robota była przerywana podejrzanymi szmerami, ppor. Koziar nie chcąc zmniejszać pomocników przy pracy kilka razy, sam jeden robił skuteczne wywiady, przynoszące wiadomości wielkiej wagi. W czasie wysadzenia pociągu pancernego przez ppor. Kuśmierka, ppor. Koziar z 2 żołnierzami pod gradem kul i odłamków pocisków, narażając swe życie  bronił cofającego się ppor. Kuśmierka poza linię nieprzyjacielską”.
Po zakończeniu działań wojennych pozostał w wojsku jako oficer zawodowy i kontynuował służbę w załodze Pociągu Pancernego Nr 22 „Groźny”. Od 1 czerwca 1921 jego oddziałem macierzystym był 48 pułk piechoty. 3 maja 1922 został zweryfikowany w stopniu porucznika ze starszeństwem od 1 czerwca 1919 i 1596. lokatą w korpusie oficerów piechoty. W 1923 został przydzielony do macierzystego pułku w Stanisławowie na stanowisko dowódcy kompanii karabinów maszynowych. 12 kwietnia 1927 prezydent RP nadał mu stopień kapitana z dniem 1 stycznia 1927 i 93. lokatą w korpusie oficerów piechoty. W listopadzie 1927 został przeniesiony do Korpusu Ochrony Pogranicza na stanowisko dowódcy kompanii granicznej „Porzecze”. W lutym 1930 został przesunięty na stanowisko dowódcy kompanii granicznej „Marcinkańce”. W marcu 1932 został przeniesiony do 33 pułku piechoty w Łomży na stanowisko dowódcy kompanii karabinów maszynowych. W marcu 1939 w dalszym ciągu pełnił służbę w 33 pp na stanowisku dowódcy 1. kompanii.
Po kampanii wrześniowej 1939 został internowany na terytorium Królestwa Rumunii, gdzie dowodził polskimi żołnierzami zgromadzonymi w miejscowości Râmnic. W latach 1940–1942 pełnił służbę w 2 batalionie strzelców karpackich na stanowisku dowódcy kompanii dowodzenia. W lipcu 1947 pełnił służbę w Dowództwie Szkół Junaków.
Był żonaty, miał córkę Stanisławę Eugenię Romanę (ur. 26 marca 1926) i syna Wiesława Witolda Henryka (ur. 5 grudnia 1928).

## Ordery i odznaczenia
- Krzyż Srebrny Orderu Wojskowego Virtuti Militari nr 5052[25][26]
- Krzyż Walecznych[27][28]
- Medal Wojska po raz drugi i trzeci – 1946[24]
- Srebrny Krzyż Zasługi[28]
- Medal Pamiątkowy za Wojnę 1918–1921[27]
- Medal Dziesięciolecia Odzyskanej Niepodległości[27]
- Odznaka pamiątkowa Samodzielnej Brygady Strzelców Karpackich nr 0020

5 listopada 1935 Komitet Krzyża i Medalu Niepodległości odrzucił wniosek o nadanie mu tego odznaczenia „z powodu braku pracy niepodległościowej”.